# کالمودولین

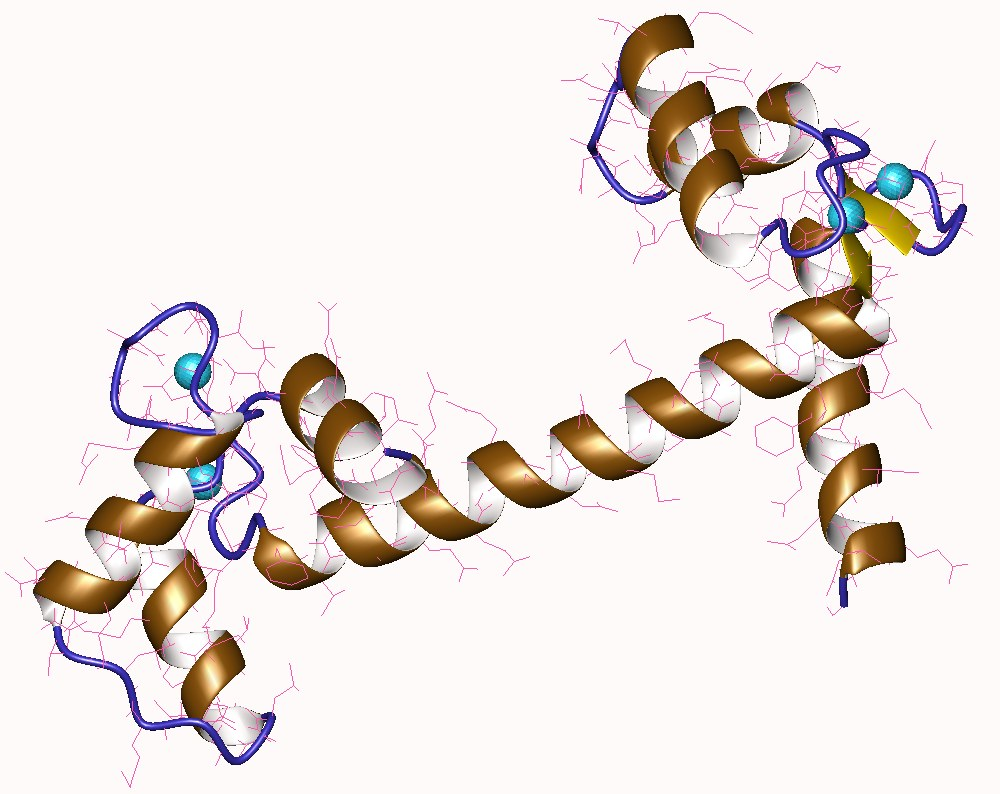
Calmodulin, Human.

کالمودولین (به انگلیسی: Calmodulin) مخفف پروتئین تنظیم‌کننده کلسیم است. این پروتئین که در سلول تمام یوکاریوتها دیده می‌شود پس از پیوند شدن با یون کلسیم اعمال متفاوتی را موجب می‌شود.

## عملکرد
کالمودولین در بسیاری از اعمال سلولها مانند التهاب، متابولیسم، آپوپتوز، انقباض عضلات صاف، حرکات داخل سلولی، حافظه، رشد اعصاب و پاسخهای ایمنی دخالت دارد.

## دیازپام
دیازپام در سلول به کالمودین پیوند می‌شود و باعث تداخل عمل طبیعی آن شده و تأخیر میوزی و توقف غیرقابل برگشت در متافاز I اووژنز پستانداران را باعث می‌شود. کالمودین برای عملکرد صحیح قطبهای دوک در تقسیم سلولی و تفکیک کروموزوم اساسی است.